# Barrio del Corazón de Jesús Tercera Sección
Barrio del Corazón de Jesús Tercera Sección är en ort i Mexiko.   Den ligger i kommunen Chilchotla och delstaten Puebla, i den sydöstra delen av landet, 200 km öster om huvudstaden Mexico City. Barrio del Corazón de Jesús Tercera Sección ligger 2 306 meter över havet och antalet invånare är 263.
Terrängen runt Barrio del Corazón de Jesús Tercera Sección är kuperad norrut, men söderut är den bergig. Runt Barrio del Corazón de Jesús Tercera Sección är det ganska tätbefolkat, med 65 invånare per kvadratkilometer. Närmaste större samhälle är Rafael J. García, 1,5 km sydost om Barrio del Corazón de Jesús Tercera Sección. I omgivningarna runt Barrio del Corazón de Jesús Tercera Sección växer i huvudsak blandskog.